# Mari Mori
 (août 2025).
Mari Mori (森 茉莉, 7 janvier 1903 - 6 juin 1987) est une autrice japonaise, fille du célèbre écrivain Mori Ōgai. 

## Biographie
Née dans le quartier Hongō de l'arrondissement de Bunkyō à Tokyo, elle entame un cycle d'écrits sur la passion homosexuelle masculine (tanbi shousetsu, littéralement « romans esthétiques ») en 1961 avec A Lovers' Forest, 恋人たちの森 (koibito tachi no mori), (qui remporte le prix Toshiko Tamura) et plus tard I Don't Go on Sundays (1961) et The Bed of Dead Leaves (1962). Mari Mori est très fortement influencée par son père et dans A Lover's Forest, le vieil homme peut être considéré comme imprégné des mêmes vertus et de l'honneur qu'elle voit dans son père. 
Le professeur Keith Vincent de l'université de New York (NYU) l'appelle l'« Électre japonaise » en références au complexe d'Électre créé par Carl Jung, pensant au complexe d’Œdipe de Sigmund Freud.
Un homme plus âgé et un jeune garçon sont les marques de l'œuvre de Mari Mori. Le vieil homme est extrêmement riche, puissant, sage et gâte le jeune garçon. Dans The Lover's Forest, par exemple, le vieil homme, Guido, a 38 ans ou plus, et Paulo 17 ou 18. (Cependant, il n'a pas encore 19 ans, l'âge qu'avait Mari quand son père est mort.) Paulo est extraordinairement beau, enclin à la paresse, et manque de volonté en toute chose sauf en ce qui concerne son plaisir. (Guido meurt quand Paolo a 19 ans, et celui-ci tombe ensuite amoureux d'un homme qui attend dans les coulisses, un autre tout comme Guido.)
Son premier mari est Tamaki Yamada (ja), qu'elle épouse en 1919 et dont elle divorce en 1927. Son second mari est Akira Sato 佐藤彰.

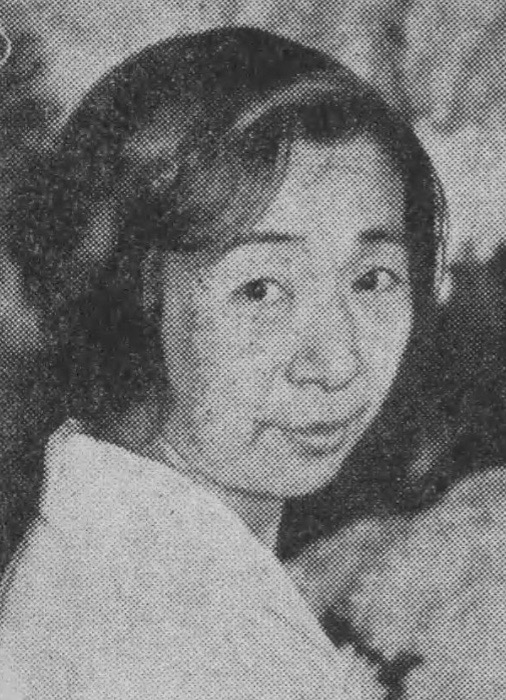
Mari Mori en 1962.

Elle remporte le prix du club japonais de l'essai en 1957 pour un recueil d'essais intitulé « Le Chapeau de mon père ». En 1975 « La Pièce remplie de doux miel » (甘い蜜の部屋, Amai Mitsu no Heya) remporte le 3e prix Izumi Kyōka de littérature.
Mari Mori meurt d'insuffisance cardiaque le 6 juin 1987.

## Travaux

### Fiction et non-fiction
- Chichi no bōshi (父の帽子), 1957
- Kutsu no oto (靴の音), 1958
- Nōkaishoku no sakana (濃灰色の魚), 1959
- Koibito tachi no mori (恋人たちの森), 1961
- Kareha no nedoko (枯葉の寝床), 1962
- Zeitaku binbō (贅沢貧乏), 1963
- Kioku no e (記憶の絵), 1968
- Watashi no bi no sekai (私の美の世界), 1968
- Amaimitsunoheya (甘い蜜の部屋), 1975

#### Publication posthume
- Besuto Obu dokkirichan'neru (ベスト・オブ・ドッキリチャンネル), 1994
- Maria no kimagure kaki (マリアの気紛れ書き), 1995
- Ma ri no hitorigoto (魔利のひとりごと), 1997
- Binbō savu~aran (貧乏サヴァラン), 1998
- Boyaki to ikari no Maria aru henshū-sha e no tegami (ぼやきと怒りのマリア ある編集者への手紙), 1998
- Maria no unuborekagami (マリアのうぬぼれ鏡), 2000
- Maria no kūsō ryokō (マリアの空想旅行), 2006
- Mori mari watashi no naka no Arisu no sekai (森茉莉 私の中のアリスの世界), 2010
- Kōcha to bara no hibi (紅茶と薔薇の日々), 2016
- Zeitaku binbō no oshare jō (贅沢貧乏のお洒落帖), 2016
- Kōfuku wa tada watashi no heya no naka dake ni (幸福はただ私の部屋の中だけに), 2017
- Kuro neko Jurietto no hanashi (黒猫ジュリエットの話), 2017
- Chichi to watashi ren'ai no yōna mono (父と私 恋愛のようなもの), 2018

### Collections
- Mori mari roman to essē (森茉莉・ロマンとエッセー), 1983-1983
- Sēn mòlì quánjí (森茉莉全集), 1993-94

### Livres illustrés
- Yōsei sofi ishikawa yōji shashin-shū (妖精ソフィ 石川洋司写真集), 1981
- Watashi no binanshi-ron (私の美男子論), 1995